# Google Page Creator
Google Page Creator foi um produto beta grátis da Google liberado no Google Labs no dia 23 de fevereiro de 2006 com o nome de Google Page Creator. Permitia a qualquer usuário (com uma conta do Gmail), especialmente novatos em webdesign, criar web sites simples. Era um editor WYSIWYG assim podiam ser criadas páginas sem conhecimento de HTML ou qualquer outra linguagem de marcação, semelhante a seus concorrentes como Sandvox, Drag Drop Site Creator e iWeb. Cada usuário recebia 100 MB grátis de espaço para armazenamento e aparentemente nenhum limite de largura da banda. Uma vez que o site é publicado estava disponível no http://seuusuariodogmail.googlepages.com para o mundo ver.
No momento que a Google lançou o Google Page Creator, como muitos outros lançamentos da Google, este foi inundado com milhões de usuários. Isto os fez bloquear o cadastro de novos usuários temporariamente para usar a nova aplicação web devido à sobrecarga do servidor.
Em seguida a liberação um servidor mirror foi achado no pagetastic.com. A pessoa pode usar o endereço original, http://seuusuariodogmail.googlepages.com ou então http://seuusuariodogmail.pagetastic.com.

## Críticas
Além da manutenção do servidor e limitações em se inscrever causadas pela grande popularidade deste serviço, a estrutura de nomeações de domínios foi criticada por dar o endereço de e-mail do dono da página e consequentemente colocá-lo a mercê de spammers. Hoje isto foi resolvido, já que o administrados pode criar diversos sites e escolher o domínio de cada um deles.
A falta de CSS e customizações adicional de páginas foi criticada por muitos.

## Características
- Autosave - Seu trabalho é salvo automaticamente em intervalos regulares, como no Gmail.
- Edit html - Uma pessoa habilidosa em informática pode postar objetos de html ,como vídeos.
- Unpublished - É possível salvar páginas sem publicá-las.

### Exemplos
- Cinema
- Comédia
- Repositório
- Saúde